# Isophya bumerangoides
Isophya bumerangoides is een rechtvleugelig insect uit de familie sabelsprinkhanen (Tettigoniidae). De wetenschappelijke naam van deze soort is voor het eerst geldig gepubliceerd in 2012 door Sevgili, Demirsoy & Çiplak.